# Kto się boi Virginii Woolf? (sztuka)
Kto się boi Virginii Woolf? (Who's Afraid of Virginia Woolf?) – dramat teatralny z 1962 roku autorstwa Edwarda Albeego, którego premiera odbyła się w 1962 roku. Dramat analizuje zawiłości małżeństwa w średnim wieku, Marty i George'a. Pewnego późnego wieczoru, po przyjęciu na uniwersyteckim wydziale, przyjmują do siebie jako gości młodszą parę, Nicka i Honey i wciągają ich w niuanse swojego gorzkiego związku.
Sztuka składa się z trzech aktów, z reguły trwających krócej niż trzy godziny, z dwiema 10-minutowymi przerwami. Tytuł to gra słów z piosenką „Who's Afraid of the Big Bad Wolf?” z disnejowskich Trzech małych świnek (1933), gdzie imię wilka zostało zastąpione nazwiskiem słynnej angielskiej pisarki Virginii Woolf. Martha i George wielokrotnie śpiewają tę wersję piosenki przez cały czas trwania sztuki. Albee zapożyczył przekształcony tytuł sztuki od ujrzanego anonimowego graffiti w barze w Greenwich Village; w sztuce zdaniem Albeego chodziło nie tyle o strach przed Virginią Woolf, ile o strach przed życiem pozbawionym iluzji.
Kto się boi Virginii Woolf? zdobył zarówno nagrodę Tony 1963 za najlepszą sztukę, jak i Nagrodę Nowojorskiego Koła Krytyków Dramatycznych za sezon 1962/63. Często wskrzesza się ją na współczesnej scenie. W 1966 roku adaptację filmową na podstawie scenariusza Ernesta Lehmana nakręcił Mike Nichols z Richardem Burtonem, Elizabeth Taylor, George'em Segalem i Sandy Dennis w rolach głównych.